# Iglesia de Nuestra Señora de la Asunción (Valdecabras)
La iglesia de Nuestra Señora de la Asunción es un templo católico de la localidad española de Valdecabras, en la provincia de Cuenca. Cuenta con el estatus de bien de interés cultural.

## Ubicación
Se trata del edificio más importante de la localidad conquense de Valdecabras, que está situada en un valle, entre dos cerros al margen derecho de un pequeño arroyo. 

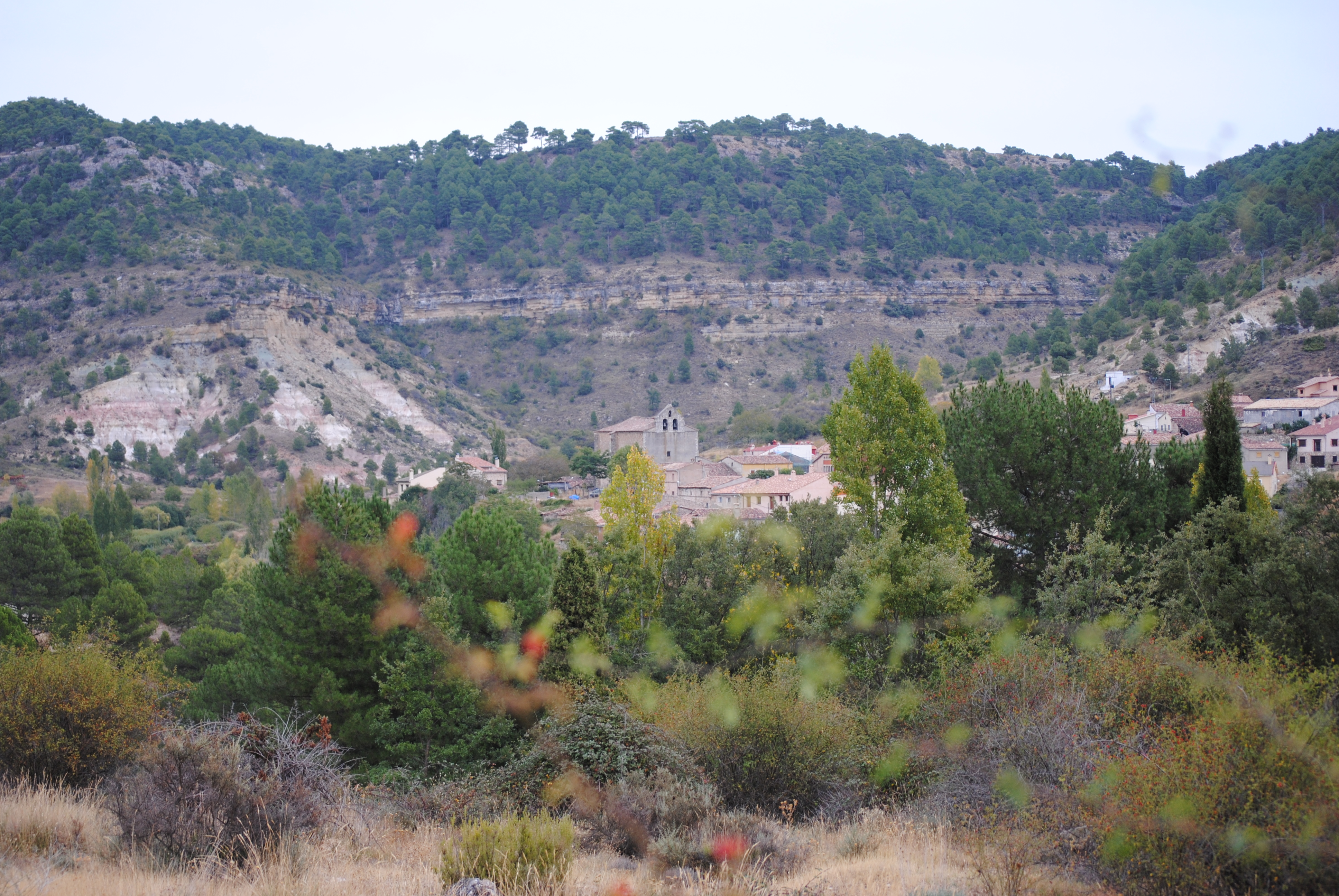
Vista del entorno donde se ubica la iglesia

La villa limita al norte con Villalba de la Sierra; por el este con la sierra de Cuenca y Uña; por el sur con Cuenca y Buenache de la Sierra y, por el oeste, con Verdelpino de Cuenca. En el siglo XVIII la villa pasó a pertenecer al marqués de Ariza, ya que anteriormente había sido de Luisa de Cárdenas. 

## Descripción
La fábrica del templo es de mampostería con sillares en las esquinas y cuatro contrafuertes en los ángulos de la capilla mayor. Bajo el alero, la cornisa es de piedra, recorriendo perimetralmente el edificio. El muro del piecero está coronado por una espadaña de sillarejo, con tres huecos de medio punto, dos en línea y otro más pequeño en el eje de simetría de éstos, de terminación triangular. La portada está constituida por un arco de medio punto con largas dovelas, sin imposta bajo porche con arfaldones conopiales entre bandas de ocho puntas. 
El interior está estructurado en una nave, dividida por un arco triunfal apuntado sobre pilastras de medias cañas y baquetones en los laterales a la altura del capitel, donde arranca la nervatura de ménsulas con bolas unas y estriadas otras; de esta forma se da paso a la capilla mayor que es de sillería vista y con bóveda de terceletes y medallones en la intersección de los nervios con escudos de los Albornoz y Carrillo. La nervatura en el testero arranca de sendos escudos bolados. En el muro del sur se abre una ventana abocinada por el interior de arquivoltas con baquetón y anillo con bezantes. El resto de la nave está cubierta por una techumbre de madera con restos de policromía.